# Ann Kalandadze
Ann Kalandadze est une joueuse géorgienne de volley-ball née le 10 décembre 1998 à Tbilissi. Elle joue au poste de Réceptionneur-attaquant.

## Palmarès

### Clubs
Championnat de Pologne:
- 2022
- 2021

Supercoupe de Pologne:
- 2021

Coupe de Polonia:
- 2022